# Superb
Briggen Superb var en emigrationsbåt som på 1800-talet gick mellan Göteborg, Boston och New York.